# Clawfinger (Album)
Clawfinger ist das dritte Studioalbum der schwedischen Crossover-Band Clawfinger.

## Titelliste
1. Two Sides – 4:05
2. Hold your head up – 3:26
3. Biggest & The Best – 3:51
4. Chances – 2:58
5. Don’t wake me up – 4:10
6. Not even you – 2:46
7. Nobody knows – 3:12
8. I can see them coming – 3:39
9. Wrong state of mind – 3:51
10. I'm your Life & Religion – 3:56
11. Crazy – 2:47
12. I guess I'll never know 4:51

## Hintergrund
Das Album Clawfinger ist das dritte Album der Band Clawfinger. Es erschien am 29. September 1997 bei dem Label Warner Music Group. Es enthielt laut Titelliste 12 Tracks. Dazu kamen drei Bonustracks:
- RealiTV (3:46)
- Runnerboy (3:36)
- What Gives Us the Right (3:36)

Zu den Liedern Biggest & The Best, Two Sides und Don’t Wake Me Up wurden  Musikvideos und Singleauskopplungen veröffentlicht.
Das Album wurde nach der Band genannt, da sich die Bandmitglieder nicht auf einen Albumnamen einigen konnten. Zak Tell sagte in einem Interview, dass ihm beim Betrachten des gedruckten Covers zu spät die Titelidee „Third Time Lucky“ kam. Die auf dem Cover abgebildete Revolvertrommel enthält nur eine Kugel, die abgefeuert werden würde, sobald der Abzug zum dritten Mal gedrückt wird, eine Anspielung auf das dritte Album der Band.

## Rezensionen
Da Album erhielt geteilte Meinungen. Die ersten fünf Stücke wurden positiv bewertet, während die folgenden eher negative Kritiken bekamen.

„Ungeachtet all dieser Kritikpunkte ist mir "Clawfinger" knappe acht Punkte wert, weil die fünf eingangs erwähnten Tracks richtig klasse sind und sich nicht hinter Nigger, Truth oder Do What I Say verstecken müssen.“